# Stepnohirsk
Stepnohirsk (ukrainien : Степногірськ, russe : Степногорск, Stepnogorsk) est une commune urbaine de l'oblast de Zaporijjia et du raïon de Vassylivka, dans le sud de l'Ukraine. Elle compte 700 habitants en 2024.

## Géographie
La commune se situe peu à distance de la rive gauche du fleuve Dniepr, face à l'ancien réservoir de Kakhovka. Elle se trouve à 175 km au sud-ouest de la ville de Nova Kakhovka et de son ancien barrage, et à 35 km au sud-est de la ville de Zaporijjia. Elle se situe légèrement au nord de la commune de Kamianske.